# Hakan Çalhanoğlu
Hakan Çalhanoğlu (8. února 1994, Mannheim, Německo) je turecký fotbalista, který hraje na pozici ofensivního záložníka za italský Inter a za turecký národní tým.

## Přestupy
- z Karlsruher SC do Hamburger SV za 2 500 000 Euro[2]
- z Hamburger SV do Bayer Leverkusen za 15 250 000 Euro[2]
- z Bayer Leverkusen do Milán za 23 300 000 Euro[2]
- z Milán do Inter zadarmo[2]

## Kariéra

### Klubová

#### Hamburk a Leverkusen
Fotbal začal hrát v rodném městě za místní kluby. V létě roku 2009, v patnácti letech odešel do Karlsruher SC a debutoval v dospělém fotbalu v roce 2011 ve 2. Bundeslize, poté si jej všimli skauti z Hamburku, který jej koupil v létě 2012 a nechal jej ještě rok hrát na hostování.
Debut v Hamburku byl 11. srpna 2013, v zápase proti Schalke 04. Po jedné sezoně byl zakoupen za 14,5 milionu Euro klubem Bayer Leverkusen. První zápas v novém dresu odehrává 19. srpna 2014 předkolem LM proti Kodani. V říjnu 2014 byl nominován do ankety Golden Boy.

#### Milán
Dne 3. července 2017 se přestěhoval do Milána. Debutoval 3. srpna proti CS Universitatea Craiova v předkole EL. První branku vstřelil 14. září proti Austrii (5:1). Trenéři Montella i Gattuso jejj často nasazovali a zahrál si i finále domácího poháru, jenže prohře 0:4 nezabránil. I tak v první sezoně vstřelil osm branek v 45 utkání.
V následující sezoně odehrál o jeden zápas více, ale vstřelil jen čtyři branky. O domácí superpohár prohrál 0:1 s Juventusem. V lize pomohl k 5. místu, jen o jeden bod unikl postup do Ligy mistrů. Sezona 2019/20 se mu vydařila až po příchodu nového trenéra Pioliho. Po špatném startu se nakonec povedl konec sezony a v lize se umístil na 6. místě. Celkem odehrál 38 utkání a vstřelil 11 branek.
Nejlepší sezona u Rossoneri byla 2020/21. Klub se dostal přes předkolo i díky Hakanovi do základní skupiny EL. V lize se dařilo a skončil na 2. místě (o 12 bodů). V EL došel do osmifinále, kde jej vyřadil Manchester United. Po vypršení smlouvy se rozhodl neprodloužit s Rossoneri.

#### Inter
Dne 22. června 2021 byl oficiálně potvrzen jeho příchod zadarmo do Interu. Svůj debut v dresu Nerazzurri si odbyl 21. srpna při ligovém vítězství 4:0 proti Janovu, ve kterém také vstřelil svůj první gól a připsal si asistenci. Dne 7. listopadu vstřelil první gól v milánském derby při svém prvním vystoupení s Nerazzurri, když vstřelil penaltu proti svému bývalému týmu (1:1). Dne 12. ledna 2022 vyhrál s svou první trofej: domácí superpohár. Poté slavil i vítězství v domácím poháru, ale v lize se musel spokojit 2. místem, když byl o dva body lepší jeho bývalí klub Rossoneri.
V následující sezoně se opět bojoval o titul, tentokrát s Neapolí. Nakonec se umístil na 3. místě, ale opět vyhrál domácí superpohár i domácí pohár. V LM se klubu velice dařilo a dostalo se do finále, kde prohráli s Manchester City (0:1).  
Ve třetí sezoně u Nerazzurri se dne 12. listopadu vstřelil branku, což byla již 37 branka a stal se nejlepším tureckým střelcem v historii Serie A. V derby 22. dubna, při vítězství 2:1 se slavilo dobytí titulu. Jeho první a pro klub již dvacátý.

### Reprezentační
I když se narodil v Německu a rozhodl se hrát za Turecko. Hrál za reprezentaci U16, U17, U19 a za U20 hrál MS U20 2013. První zápas za Turecký národní tým nastoupil 6. září 2013 v kvalifikačním zápase na MS 2014 proti Andoře na posledních osm minut hry. První branku vstřelil 31. března 2015 proti Lucembursku.

## Statistiky
| Sezóna               | Klub                 | Liga                 | Liga   | Liga | Ligové poháry | Ligové poháry | Ligové poháry | Kontinentální poháry | Kontinentální poháry | Kontinentální poháry | Celkem | Celkem |
| Sezóna               | Klub                 | Soutěž               | Zápasy | Góly | Soutěž        | Zápasy        | Góly          | Soutěž               | Zápasy               | Góly                 | Zápasy | Góly   |
| -------------------- | -------------------- | -------------------- | ------ | ---- | ------------- | ------------- | ------------- | -------------------- | -------------------- | -------------------- | ------ | ------ |
| 2011/12              | Karlsruher           | 2. Bundesliga        | 16     | 0    | NP            | 0             | 0             | -                    | 0                    | 0                    | 16     | 0      |
| 2012/13              | Karlsruher           | 3. Bundesliga        | 36     | 17   | NP            | 3             | 0             | -                    | 0                    | 0                    | 39     | 17     |
| Celkem za Karlsruher | Celkem za Karlsruher | Celkem za Karlsruher | 52     | 17   | -             | 3             | 0             | -                    | 0                    | 0                    | 55     | 17     |
| 2013/14              | Hamburger            | Bundesliga           | 32+2   | 11   | NP            | 4             | 0             | -                    | 0                    | 0                    | 38     | 11     |
| 2014/15              | Bayer Leverkusen     | Bundesliga           | 33     | 8    | NP            | 4             | 2             | LM                   | 10                   | 3                    | 47     | 13     |
| 2015/16              | Bayer Leverkusen     | Bundesliga           | 31     | 3    | NP            | 3             | 1             | LM+EL                | 8+4                  | 3+1                  | 46     | 8      |
| 2016/17              | Bayer Leverkusen     | Bundesliga           | 15     | 6    | NP            | 1             | 0             | LM                   | 6                    | 1                    | 22     | 7      |
| Celkem za Leverkusen | Celkem za Leverkusen | Celkem za Leverkusen | 79     | 17   | -             | 8             | 3             | -                    | 28                   | 8                    | 115    | 28     |
| 2017/18              | Milán                | Serie A              | 31     | 6    | IP            | 4             | 0             | EL                   | 10                   | 2                    | 45     | 8      |
| 2018/19              | Milán                | Serie A              | 36     | 3    | IP+IS         | 4+1           | 0+0           | EL                   | 5                    | 1                    | 46     | 4      |
| 2019/20              | Milán                | Serie A              | 35     | 9    | IP            | 3             | 2             | -                    | 0                    | 0                    | 38     | 11     |
| 2020/21              | Milán                | Serie A              | 33     | 4    | IP            | 1             | 0             | EL                   | 9                    | 5                    | 43     | 9      |
| Celkem za Milán      | Celkem za Milán      | Celkem za Milán      | 135    | 22   | -             | 13            | 2             | -                    | 24                   | 8                    | 172    | 32     |
| 2021/22              | Inter                | Serie A              | 34     | 7    | IP+IS         | 5+1           | 1+0           | LM                   | 6                    | 0                    | 46     | 8      |
| 2022/23              | Inter                | Serie A              | 33     | 3    | IP+IS         | 3+1           | 0             | LM                   | 12                   | 1                    | 49     | 4      |
| 2023/24              | Inter                | Serie A              | 32     | 23   | IP+IS         | 0+2           | 0+1           | LM                   | 6                    | 1                    | 40     | 15     |
| 2024/25              | Inter                | Serie A              | 29     | 5    | IP+IS         | 4+2           | 2+0           | LM                   | 12                   | 4                    | 47     | 11     |
| Celkem za Inter      | Celkem za Inter      | Celkem za Inter      | 128    | 28   | -             | 18            | 4             | -                    | 36                   | 6                    | 182    | 38     |
| Celkově              | Celkově              | Celkově              | 428    | 95   | -             | 46            | 9             | -                    | 88                   | 22                   | 562    | 126    |

## Úspěchy

### Klubové
- vítěz italské ligy (1x)

Inter: 2023/24
- vítěz italského poháru (2x)

Inter: 2021/22, 2022/23
- vítěz italského superpoháru (3x)

Inter: 2021, 2022,  2023

### Reprezentační
- 3× účast na ME (2016, 2020, 2024)
- 1× účast na MS 20 (2013)